# Karelia (tỉnh)

Huy hiệu lịch sử của tỉnh Karelia

Karelia là một tỉnh nằm ở phía nam của Phần Lan. Đây là 1 tỉnh mang tích lịch sử khi Phần Lan thuộc một phần của Thụy Điển. Karelia có tên gọi Karjala trong tiếng Phần Lan và Karelen trong tiếng Thụy Điển. Karelia có biên giới với Uusimaa, Savonia (tỉnh lịch sử) và Ostrobothnia (tỉnh lịch sử). Nó cũng có biên giới với Nga và vịnh Phần Lan.

## Hình ảnh

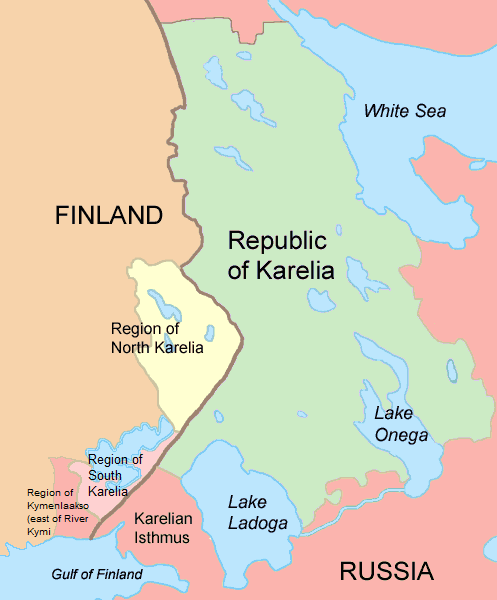
Tỉnh Karelia
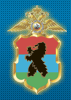
Huy hiệu của Karelia